# 亚碲酸铀酰
亚碲酸铀酰是一种无机化合物，化学式为UO2TeO3。它在自然界中以碲铀矿的形式存在。它可由乙酸铀酰和亚碲酸在溶液中反应制得。它在800 °C开始分解：
3 UO2TeO3 → U3O8 + 3 TeO2 + 1⁄2 O2↑